# Carl Gustav Rommenhöller

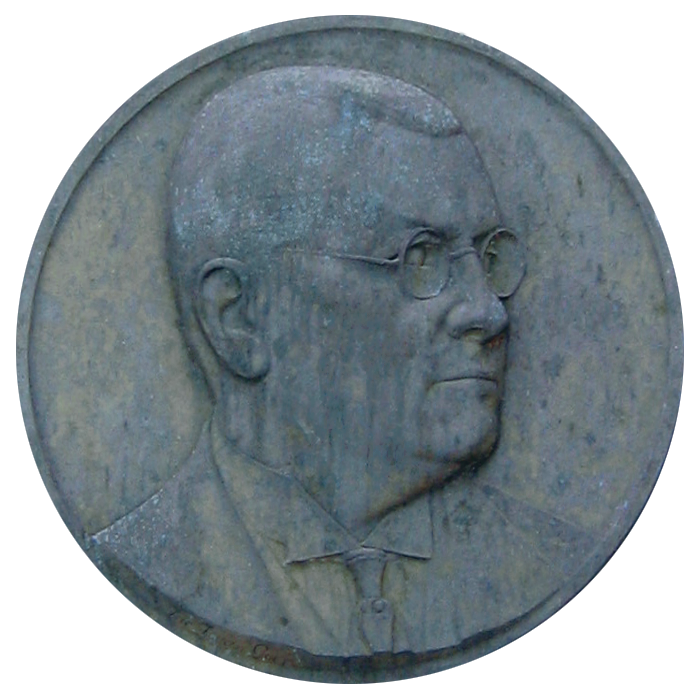
Portraitmedaillon Carl Gustav Rommenhöllers, Ausschnitt der Bronzetafel am Rommenhöller-Denkmal in Herste

Carl Gustav Rommenhöller (* 16. März 1853 in Geldern; † 10. April 1931 in Den Haag) war ein deutscher Unternehmer und Wegbereiter der sich Ende des 19. Jahrhunderts ausbreitenden Kohlensäureindustrie. Er gründete das umgangssprachlich kurz „Rommenhöllerwerke“ genannte Unternehmen Kohlensäurewerke C. G. Rommenhöller und bis 1926 an verschiedenen Standorten in Europa und Afrika insgesamt 40 Kohlensäurewerke, zu denen zahlreiche Kohlensäuresprudel und -lagerstätten gehörten.

## Leben
1853 in Geldern geboren, erwarb Rommenhöller 1881 den Victoria-Mineralbrunnen in Oberlahnstein. Durch die von Rommenhöller und seiner Firma Rommenhöller & Co. fünf Jahre später, 1886, erreichte Löschung des Patentes von Wilhelm Carl Raydt auf „Ein Verfahren und Apparate um mittels tropfbarer flüssiger Kohlensäure Wasser zu imprägnieren, zu heben und zu werfen“ (Verflüssigung von Kohlensäure; Kohlendioxid, CO2) konnte das Verfahren allgemein genutzt werden. Dies führte zu einer deutlichen Erweiterung der industriellen Gewinnung und Weiterverarbeitung der Kohlensäure.
1894 erschloss Rommenhöller in Herste (heute ein Stadtteil von Bad Driburg) den Westfalia-Sprudel und errichtete für die Kohlensäureverarbeitung vor Ort ein Werk, das dort bis heute besteht und mittlerweile zur Linde AG gehört. Der Westfalia-Sprudel versorgte damals große Teile des Deutschen Reiches mit Kohlensäure. In direkter Umgebung wurden weitere Sprudel angebohrt und genutzt, unter anderem der große, 1925 erbohrte und nach Rommenhöller benannte Carl Gustav-Sprudel.
In der rheinland-pfälzischen Kurstadt Bad Breisig erbohrte die Rommenhöller GmbH Anfang des 20. Jahrhunderts den Ludgerussprudel, der seit den 1960er Jahren als Heilquelle staatlich anerkannt ist und bis heute vorwiegend zur CO2-Gewinnung genutzt wird.
1925 eröffnete er ein Kohlensäurewerk in Lisdorf, was dem Wachstum der Ortschaft gut voranhalf.

## Ehrungen
Zu Lebzeiten ernannte die Technische Hochschule Berlin Rommenhöller zum Dr.-Ing. ehrenhalber. In den Niederlanden wurde er zum Officier in de Orde van Oranje Nassau und 1889 zum königlich rumänischen Generalkonsul in Rotterdam ernannt.
Der in Bad Driburg ansässige Eggegebirgsverein ernannte Rommenhöller 1927 zum Ehrenmitglied.

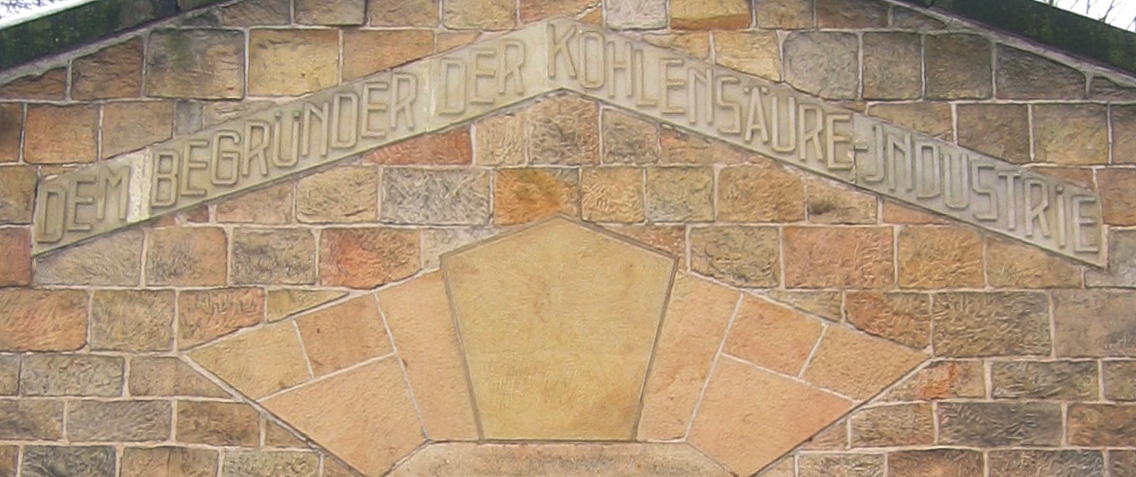
Inschrift „Dem Begründer der Kohlensäure-Industrie“ am Rommenhöller-Denkmal

Ein Jahr nach seinem Tod wurde 1932 am südlichen Ortsrand von Herste in Nordrhein-Westfalen das Rommenhöller-Denkmal über dem Carl-Gustav-Sprudel eingeweiht. Dieses trägt u. a. die Inschrift „Dem Begründer der Kohlensäure-Industrie“.

## Veröffentlichungen
- Carl Gustav Rommenhöller: Groß-Rumänien, seine ökonomische, soziale, finanzielle und politische Struktur, speziell seine Reichtümer. Berlin, Puttkammer & Mühlbrecht, 1926.